# Glee: The Music, Volume 3 - Showstoppers

Glee: The Music, Volume 3 - Showstoppers est la troisième bande originale extraite de la série télévisée Glee. Elle reprend des chansons issues des épisodes 14 à 21 de la première saison. Elle est sortie le 18 mai 2010 aux États-Unis en deux versions : une version normale comportant 14 titres et une version deluxe comportant 20 titres,. En Australie et au Royaume-Uni, seule l'édition comportant les 20 titres a été disponible. Elle est sortie le 21 mai 2010 en Australie et le 24 mai 2010 au Royaume-Uni.
Le 21 novembre 2010, l'album a reçu le prix de la "Meilleure bande originale de l'année" aux American Music Awards.

## Liste des chansons
- Édition standard:

1. Hello, Goodbye (The Beatles) (Lea Michele, Cory Monteith, Amber Riley, Kevin McHale, Jenna Ushkowitz, Mark Salling, Dianna Agron, Chris Colfer, Heather Morris, Naya Rivera, Harry Shum Jr., Dijon Talton) (3:29)
2. Gives You Hell (The All-American Rejects) (Lea Michele, Cory Monteith, Amber Riley, Kevin McHale, Jenna Ushkowitz, Mark Salling, Dianna Agron, Chris Colfer, Heather Morris, Naya Rivera, Harry Shum Jr., Dijon Talton) (3:26)
3. Hello (Lionel Richie) (Lea Michele et Jonathan Groff) (3:26)
4. One Less Bell to Answer / A House Is Not a Home (Keely Smith / Dionne Warwick) (Matthew Morrison et Kristin Chenoweth) (4:42)
5. Beautiful (Christina Aguilera) (Amber Riley) (3:59)
6. Physical (Olivia Newton John) (Olivia Newton John et Jane Lynch) (3:18)
7. Total Eclipse of the Heart (Bonnie Tyler) (Lea Michele et Jonathan Groff) (4:24)
8. Lady Is a Tramp (Place au rythme) (Amber Riley et Mark Salling) (2:46)
9. One (U2) (Lea Michele et Cory Monteith) (3:56)
10. Dream On (Aerosmith) (Neil Patrick Harris et Matthew Morrison) (4:34)
11. The Safety Dance (Men Without Hats) (Kevin McHale) (3:19)
12. I Dreamed a Dream (Rose Laurens en français, Patti LuPone en anglais dans Les Misérables) (Idina Menzel) (3:08)
13. Give Up the Funk (Tear the Roof Off the Sucker) (Parliament) (Lea Michele, Cory Monteith, Amber Riley, Kevin McHale, Jenna Ushkowitz, Mark Salling, Dianna Agron, Chris Colfer, Heather Morris, Naya Rivera, Harry Shum Jr., Dijon Talton) (4:29)
14. Bad Romance (Lady Gaga) (Lea Michele, Amber Riley, Jenna Ushkowitz, Naya Rivera, Heather Morris et Chris Colfer) (4:54)

- Édition deluxe:

1. Hello, Goodbye (The Beatles) (Lea Michele, Cory Monteith, Amber Riley, Kevin McHale, Jenna Ushkowitz, Mark Salling, Dianna Agron, Chris Colfer, Heather Morris, Naya Rivera, Harry Shum Jr., Dijon Talton) (3:29)
2. Gives You Hell (The All-American Rejects) (Lea Michele, Cory Monteith, Amber Riley, Kevin McHale, Jenna Ushkowitz, Mark Salling, Dianna Agron, Chris Colfer, Heather Morris, Naya Rivera, Harry Shum Jr., Dijon Talton) (3:26)
3. Hello (Lionel Richie) (Lea Michele et Jonathan Groff) (3:26)
4. A House Is Not a Home (Dionne Warwick) (Chris Colfer) (2:55)
5. One Less Bell to Answer / A House Is Not a Home (Keely Smith / Dionne Warwick) (Matthew Morrison et Kristin Chenoweth) (4:42)
6. Beautiful (Christina Aguilera) (Amber Riley) (3:59)
7. Home (Stephanie Mills dans The Wiz) (Kristin Chenoweth) (3:31)
8. Physical (Olivia Newton John) (Olivia Newton John et Jane Lynch) (3:18)
9. Total Eclipse of the Heart (Bonnie Tyler) (Lea Michele et Jonathan Groff) (4:24)
10. Lady Is a Tramp (Place au rythme) (Amber Riley et Mark Salling) (2:46)
11. One (chanson de U2) (Lea Michele et Cory Monteith) (3:56)
12. Rose's Turn (Ethel Merman dans Gypsy) (Chris Colfer) (2:00)
13. Dream On (chanson d'Aerosmith) (Neil Patrick Harris et Matthew Morrison) (4:34)
14. The Safety Dance (Men Without Hats) (Kevin McHale) (3:19)
15. I Dreamed a Dream (Rose Laurens en français, Patti LuPone en anglais dans Les Misérables) (Idina Menzel) (3:08)
16. Loser (Beck) (Mark Salling, Cory Monteith, Stephen Tobolowsky, Kent Avenido, Jessalyn Gilsig) (3:47)
17. Give Up the Funk (Tear the Roof off the Sucker) (Parliament) (Lea Michele, Cory Monteith, Amber Riley, Kevin McHale, Jenna Ushkowitz, Mark Salling, Dianna Agron, Chris Colfer, Heather Morris, Naya Rivera, Harry Shum Jr., Dijon Talton) (4:29)
18. Beth (Kiss) (Cory Monteith, Mark Salling, Kevin McHale, Harry Shum Jr., Dijon Talton) (2:37)
19. Poker Face (Lady Gaga) (Lea Michele et Idina Menzel) (3:39)
20. Bad Romance (Lady Gaga) (Lea Michele, Dianna Agron, Amber Riley, Jenna Ushkowitz, Naya Rivera, Heather Morris et Chris Colfer) (4:54)

## Classements
| Pays                | Meilleure Position | Certifications | Ventes  |
| ------------------- | ------------------ | -------------- | ------- |
| Australie           | 1                  | Platine        | 70 000  |
| Belgique (Flandres) | 73                 |                |         |
| Belgique (Wallonie) | 50                 |                |         |
| Canada              | 1                  |                | 23 400  |
| Irlande             | 1                  |                |         |
| Mexique             | 9                  |                |         |
| Nouvelle-Zélande    | 3                  | Or             | 7 500   |
| Pays-Bas            | 22                 |                |         |
| Royaume-Uni         | 3                  |                | 123 650 |
| Suisse              | 87                 |                |         |
| États-Unis          | 1                  | Or             | 525 000 |